# أغبلاغ (جلفا)
أغبلاغ هي قرية في مقاطعة جلفا، إيران. عدد سكان هذه القرية هو 83 في سنة 2006.